# Squackett
Squackett is een samenwerkingsverband van Chris Squire en Steve Hackett.
Squire is ten tijde van de bekendmaking van dit duo de bassist van Yes. Hackett is de voormalig gitarist van Genesis. Een album werd al in 2009 opgenomen en in 2010 aangekondigd, maar verscheen nog niet vanwege rechten. Daarna ging Squire opnieuw met Yes de geluidsstudio in voor Fly from here en een bijbehorende tournee. Hackett timmerde verder aan zijn solocarrière na de echtscheiding met Kim Poor (2008). In december 2011 nam de release van een uiteindelijk album vaste vorm aan toen Squire en Hackett een platencontract tekenden bij Esoteric Antenna een retroplatenlabel, dat af en toe nieuwe albums uitbrengt. Het verscheen uiteindelijk in mei 2012. 
Hackett werkte eerder met Yes-gitarist Steve Howe in GTR.
Discografie:
- 2012: A life within a day (album)
- 2012: Sea of smiles/Perfect love song (vinyl-single)